# Adra (erebídeos)
Adra (Arctiidae) é um gênero de traça pertencente à família Arctiidae.

## Espécies
- Adra argentilinea Walker, 1863
- Adra nicobarica Hampson, 1926